# Station Bielsk Podlaski
Station Bielsk Podlaski is een spoorwegstation in de Poolse plaats Bielsk Podlaski.